# Det liv du kan rädda
Det liv du kan rädda: agera nu och stoppa fattigdomen (originaltitel: The Life You Can Save: Acting Now to End World Poverty) är en bok av den australiske filosofen Peter Singer. Boken som utkom 2009 argumenterar för att människor i den rika delen av världen bör ta ett större ansvar för att minska fattigdomen i andra länder. Singer beskriver praktiska och psykologiska hinder med att ge pengar samt ger ett konkret förslag på hur lite man som minimum bör ge bort.

## Innehåll
Singer argumenterar för att det är uppenbart att en vuxen person bör rädda ett drunknande barn såvida den vuxna inte riskerar någonting lika värdefullt som ett barns liv. Sedan framhåller han att 27,000 barn dör varje år till följd av fattigdom och att detta skulle kunna förhindras billigt med hjälp av donationer till välgörenhetsorganisationer.

Singer hävdar att de flesta utnyttjar lyxprodukter som är mindre värdefulla än ett barns liv och att pengarna istället borde gå till välgörenhet. Han är dock tydlig med att människor har rätt att spendera pengar hur de vill, men att detta inte påverkar hur de bör spendera pengarna.

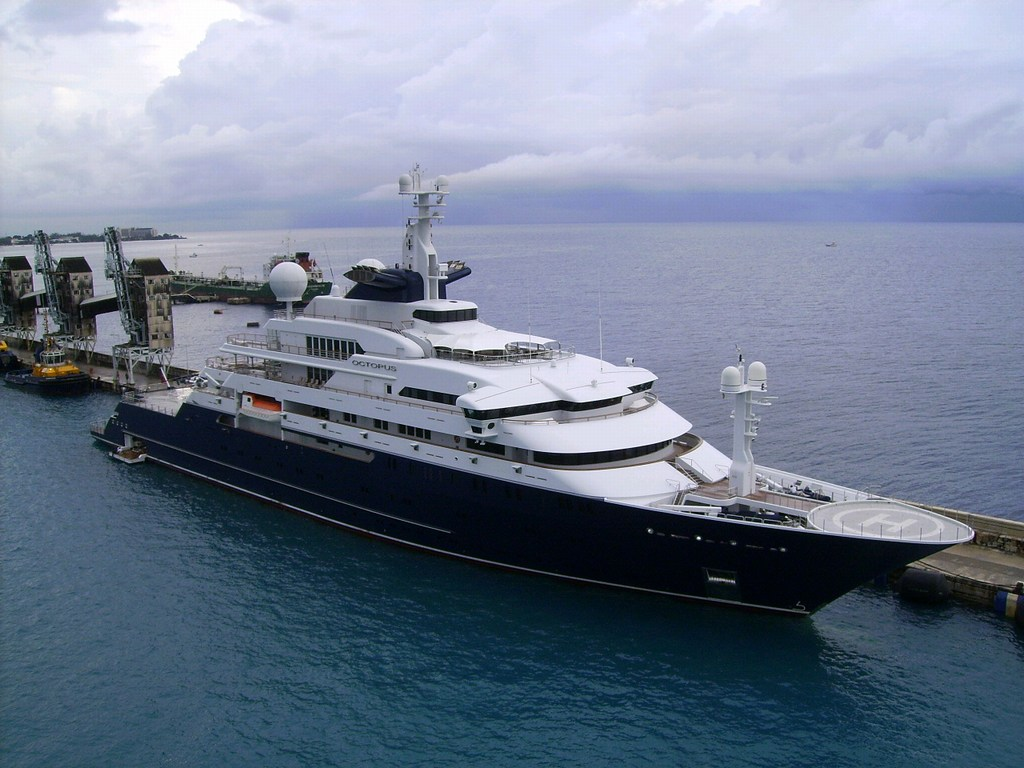
Paul Allens yacht Octopus. Singer tar upp detta som ett exempel på överdriven lyx i en kultur som ger för lite.

Singer menar att det finns psykologiska skäl till att de flesta inte ger så mycket som de borde. Han argumenterar bland annat för att människans evolutionära historia har gjort oss likgiltiga efter lidande som inte är i vår omedelbara närhet. I boken beskrivs dock att människor kan etablera sociala kretsar där välgörenhet är normen. Ett exempel på detta är Bill Gates "Giving Pledge". Singer förhoppning är att en hel kultur skulle kunna anamma samma norm. 
Enligt Singer är det inte sant att alla välgörenhetsorganisationer är ineffektiva och korrupta. Exempel på effektiva välgörenhetsorganisationer är Against Malaria Foundation och Oxfam.
Singer medger att jorden har begränsade resurser för en ökad population, men menar att detta inte är ett argument mot att donera pengar. Istället menar han att utbildning och utveckling leder till lägre nativitet och därmed en minskad risk för överpopulation.

## Eftermäle
Efter att boken släppts grundade Peter Singer organisationen The Life You Can Save för att sprida information och uppmuntra människor till att minska fattigdomen och den globala ekonomiska ojämlikheten. Organisationen uppmanar också människor att offentligt meddela på thelifeyoucansave.org att de skänker en viss procent av sin inkomst till välgörenhet. År 2014 nådde antalet som gjort detta 17,000.
Boken nämns ofta som ett grundläggande verk inom effektiv altruism, en intellektuell och social rörelse inom vilken man använder evidens och kritiskt tänkande för att göra så mycket gott som möjligt.
Singers tankeexperiment om det drunknande barnet från boken har blivit tonsatt och uruppfört i Stockholm av Södra Latins kammarkör, dirigerad av Jan Risberg i juni 2014.